# Vladimir Tarnopolskij
Vladimir Grigorievich Tarnopolsky (Dnepropetrovsk, RSS d'Ucraïna, 30 d'abril, 1955), és un compositor i professor rus-ucraïnès.
Un dels reformadors actius de la vida musical de Moscou en el període post soviètic, director artístic de grans projectes musicals russos i internacionals, la idea principal dels quals va ser superar l'auto aïllament cultural i integrar la música russa a la pan- Context cultural europeu i mundial.

## Biografia
Des de petit, va compondre música i va dominar de manera independent les bases de la composició. Després d'estudiar al "Dnepropetrovsk Music College" que porta el seu nom. Glinka (1970–1973) a classes de piano (professora M.A. Aleksandrova) i teoria musical, va estudiar composició al Conservatori Estatal Txaikovski de Moscou amb Nikolai Sidelnikov, i harmonia, forma i polifonia amb Iuri Kholópov (1973–1980).
Un paper especial en la formació de Tarnopolsky com a compositor correspon a Edisson Deníssov, que li va donar els seus primers consells i recomanacions professionals per correspondència, i més tard es va convertir en el seu professor d'instrumentació al conservatori, tot i que va conservar una certa influència en matèria de composició. Durant els seus anys d'estudiant, Tarnopolsky va entrar a l'anomenat "cercle de Denísovo" de compositors que van prendre una posició alternativa amb relació a les directrius oficials de la ideologia soviètica i van formar el nucli d'iniciativa del grup creatiu ASM-2 a finals dels anys vuitanta. El seu treball de graduació, Concert per a violoncel i orquestra (1980), va ser inclòs pel director Guennadi Rojdéstvenski a la sèrie de concerts de subscripció "De la història de la música russa".
L'any 1987, a Palczew (Polònia), va participar en una classe magistral dirigida per Luigi Nono, de qui va rebre un càlid comiat i un regal molt valuós: la partitura original de la composició acabada de finalitzar No hi ha carreteres, hem d'anar... Andrei Tarkovsky, 1987.
Des de 1981, va ensenyar composició a l'Escola de Música de Moscou que portava el nom de Mikhaïl Ippolítov-Ivànov. De 1992 a abril de 2022 - Professor del Departament de Composició del Conservatori de Moscou. Molts dels seus estudiants van guanyar fama i es van convertir en guanyadors de premis en concursos internacionals de composició. L'any 2003, per iniciativa seva, es va crear el Departament de Música Contemporània al Conservatori de Moscou (cap del departament fins al 2017), que va desenvolupar cursos de formació sobre la història de la nova música per a musicòlegs, l'anàlisi de partitures modernes i les últimes tècniques d'interpretació. per a compositors i intèrprets.
L'abril de 2022 es va traslladar a Alemanya; Ara és professor visitant a la Universitat de Música i Teatre de Munic. També realitza projectes en altres conservatoris.

## Alumnes
Khana Adzhiashvili, Olga Bochikhina, Mikhail Buzin, Georgiy Dorokhov, Orkhan Gashimov, Sebastian Yelikovsky-Winkler, Olga Raeva, Anton Safronov, Alexandra Filonenko, Alla Kesselman, Vladimir Gorlinsky, Dzhamilia Kh Nikolai Balazyl Musaev, Roman Parkhomenko, Pavel Polyakov, Felix Profos, Kirill Shirokov, Madeleine Styskal, Ramazan Yunusov i altres.

## Festivals i concursos
Tarnopolsky participa en molts festivals internacionals de música contemporània, com ara el festival Acht Brücken Köln, el festival Almeida de Londres, Beethovenfest a Bonn, la Biennal de l'Òpera de Munic, Berliner Festwochen, Dresdner Tage fur Neue Musik, Frankfurter Musikfest der Alten Oper, Ilkhom Festival (Tashkent), Holland Festival, Hommage aux Russes París, festival d'Huddersfield, festival que porta el seu nom. Kara Karaeva a Bakú, Klangspuren (Àustria), La Biennale di Venezia, Make Music Together a Boston, festival Manca (França / Mònaco), festival Mannes a Nova York, Schleswig-Holstein Musikfest (Alemanya), Tage fur Neue Musik Zurich, " Warsaw Autumn", Wien Modern, The World Music Days of the ISCM, New York Sonic Boom Festival, festivals "Tardor de Moscou", "Alternativa", "Estrelles de les nits blanques" (Sant Petersburg), "Un altre espai" (Moscou), etc.
Com a membre del jurat, està convidada a concursos internacionals de compositors a Rússia i a l'estranger, com ara els "ISCM World Music Days" (Dies de la Música de la Societat Internacional de Música Nova), Gaudeamus Music Week (Amsterdam), "Witold Lutoslawski Competition" (Varsòvia), Goffredo Concurs Petrassi (Itàlia), Gesualdo Reloaded (Itàlia), Concurs de ràdio Orpheus (Rússia), Concurs internacional de composició The Rivers Awards (Xangai), una sèrie de competicions als EUA i als països de l'antiga URSS.

## Activitats de comissariat
El 1989, Tarnopolsky va ser un dels iniciadors de la creació de la nova Associació de Música Contemporània (ACM-2), un grup de compositors que, al final de l'era soviètica, es van unir contra l'estètica i la ideologia oficial soviètica.
El 1993, al Conservatori de Moscou, va fundar el primer Centre de Música Contemporània de Rússia i el conjunt de solistes "Studio of New Music", i el 1994, el Festival Internacional de Música Contemporània "Fòrum de Moscou" - l'únic festival de Rússia, la tasca del qual no només era identificar les tendències actuals en el desenvolupament de noves estètiques i el llenguatge de l'art musical, sinó també interpretar-les en el discurs sociopolític. Des de fa 30 anys s'hi celebren festivals de música contemporània a Alemanya, França, Itàlia, Àustria, Holanda, Polònia i Suïssa, que s'han convertit en esdeveniments importants en la vida musical de Rússia. Aquests projectes van comptar amb més de 1.500 estrenes russes i mundials d'obres d'autors russos i estrangers.
Projectes a llarg termini com "La roda vermella", "Música russa desconeguda del segle XX", "Rússia-Alemanya". Capítols de la història de la música del segle XX”, “Antologia de l'avantguarda”, “Espectres del temps” (música francesa contemporània), “Llibertat de so!”, “Europa amb els ulls dels russos, Rússia a través del ulls dels europeus", "Ghost of the Future" i altres van rebre una àmplia resposta a Rússia ia l'estranger.
Una de les direccions principals del treball curatorial de Tarnopolsky va ser la resurrecció de la música immerescudament oblidada de les primeres avantguardes russes. En alguns dels seus projectes, es van escoltar per primera vegada troballes sensacionals: estrenes d'obres de la dècada de 1910 - principis de la dècada de 1930, inclosa la primera Simfonia de cambra russa de Nikolai Roslavets (1933), fragments inèdits de l'òpera de Dmitri Xostakóvitx ". The Nose" (1928), obres de Nikolai Obukhov, Efim Golyshev, Ivan Vyshnegradsky, Arthur Lurie, Evgeny Gunst, Vladimir Fogel i altres.
Tarnopolsky va ser l'iniciador del Concurs Internacional per a Joves Compositors que porta el nom de P. Jurgenson[7] a Moscou (des del 2001), així com del Concurs Internacional del Conservatori de Moscou[8] (des del 2018).

## Confessió
Les obres de Tarnopolsky s'escolten a Rússia i a l'estranger. Va rebre un encàrrec dels principals grups musicals, orquestres i teatres del món, com ara: l'Ensemble de Solistes del Teatre Bolshoi, l'Orquestra Simfònica de la Ràdio Bavaresa, l'Orquestra Filharmònica de Munic, l'Orquestra Simfònica del Teatre Mariinsky, l'Orquestra Simfònica Filharmònica de Rotterdam, la Ensemble Modern, Ensemble Musikfabrik, Ensemble intercontemporain parisenc, Schönberg holandès Ensemble, Klangforum Wien, etc.
Les seves obres operístiques i escèniques es van estrenar a la Biennal de l'Òpera de Munic, al Barbican Hall de Londres, al Beethovenfest de Bonn, als Rencontres Musicales d'Evian (França), al Festival de Dansa Contemporània d'Amsterdam (Països Baixos), al Festival de Música de Bergen (Noruega), al festival, Kara Karaeva a Bakú, al Teatre Mariinsky de Sant Petersburg, al Teatre de l'Òpera de Moscou. K. Stanislavsky i V. Nemirovich-Danchenko, al Teatre Musical de Cambra sota la direcció de B. Pokrovsky i altres.
La música de Tarnopolsky va ser interpretada per músics tan famosos com Mstislav Rostropovich, Gennady Rozhdestvensky, Valery Gergiev, Vladimir Yurovsky, Ingo Metzmacher, Sylvain Cambreling, Reinbert de Leeuw, Alexander Lazarev, Natalia Gutman, Jens Peter Mainz i altres.
Vladimir Tarnopolsky va ser el primer compositor rus convidat com a professor als Cursos Internacionals d'Estiu de Música Nova a Darmstadt (2010). Imparteix regularment conferències i classes magistrals a Rússia, Àustria, Xina, Alemanya, Gran Bretanya, Països Baixos, Polònia, França, Suècia, Suïssa, Ucraïna, EUA i altres països, incloent universitats com Harvard, Oxford, Cambridge, etc.
Les obres de Tarnopolsky han estat guardonades amb diversos premis, entre els quals el Premi Dmitri Xostakovitx (Rússia, 1991) i el Premi Paul Hindemith (Alemanya, 1991), el premi International "Rostrum of Composers" (2001). Com a compositor resident, va ser convidat a les institucions més grans d'art i ciència contemporanis, entre les més grans: "Civitella Ranieri" (Itàlia, 2015), l'Institut d'Estudis Avançats de Berlín (Wissenschaftskolleg zu Berlin, 2017–2018).
És membre de l'Acadèmia Saxona de les Arts (Alemanya). Professor Honorari del Conservatori Estatal d'Uzbekistan.

## Creativitat
Tarnopolsky és autor de diverses òperes, obres orquestrals, de cambra i vocals. En el so de la seva música, s'esforça per aconseguir una "nova eufonia" (nova eufonia), quan en el "magma sonor" emergent s'elimina l'oposició de consonància i dissonància, so i soroll, harmonia i timbre, instruments acústics i electrònics. Segons un dels periodistes, el compositor, utilitzant diversos elements estilístics, implica simultàniament la seva crítica internament autodestructiva; aquesta "música sempre crea la impressió que ella mateixa està reflectint el seu so des d'una plataforma de visualització, alhora que no només reconeix la pròpia sonoritat, sinó també, el que és més important, operant conscientment amb els seus significats".
En els seus escrits, Tarnopolsky combina sovint els discursos artístics i polítics, tal com ho fa en les seves activitats de comissariat durant molts anys a través d'iniciatives socialment significatives en l'espai de la nova música a Rússia.

## Assajos
- Partita (1972).
- “Variacions dels Carpats” (1973).
- “La pipa va començar a cantar” per a soprano, flauta, viola i arpa (1973, text Alexander Blok).
- Hommage à Joan Miró per a arpa (1974).
- Quintet per a flauta, Oboè, clarinet, fagot i Tiorba (1975).
- “Cançons italianes” per a soprano i piano (1976, text d'A. Blok).
- Trio de corda (1977).
- Pròleg simfònic per a orquestra (1978).
- Concert per a violoncel i orquestra (1980).
- Simfonia (1982).
- Música en memòria de Dmitry Xostakovitx, collage per a lectors i orquestra de cambra (1983, textos d'Anna Akhmatova, Mikhail Lvovich  Matusovsky, J. Patterson).
- “Psalm Penitencial”, concert per a cor, violí sol, orgue i percussió (1986).
- “Les tres gràcies”, paròdia d'òpera (1987, text de K.-M. von Carl Maria von Weber).
- "Jesus, Thy Deep Wounds", preludi coral per a trio de corda, percussió i conjunt (1987).
- “Brooklyn Bridge, or My Discovery of America”, cantata per a soprano, tenor i orquestra (o gran conjunt) (1988, text Vladimir Mayakovsky).
- “Després de llegir els esbossos musicals de Modest Mússorgski”, concert per a cor, solistes, lector i orquestra de cambra (1989).
- “Trans of Music”, trio de piano amb cant (1989, text Grigory Skovoroda).
- Eindruck-Ausdruck. Homenatge a Kandinsky (1989).
- “Echoes of a Bygone Day”, trio per a clarinet, violoncel i piano (1990).
- Per archi per a quartet de percussió (1990, en memòria de Luigi Nono).
- “Cassandra” per a gran conjunt (1991).
- “Amoretto” per a soprano, 2 clarinets, viola, violoncel i contrabaix (1992, text de Edmund Spencer).
- O, PÄRT - OP ART, instal·lació tríada per a clarinet, violí, viola, violoncel i piano (1992).
- "A World Full of Madness" per a gran conjunt (1993, text de K. Schwittersa).
- "Oh, these Russians... or the Magic Drink", farsa musical (1993, text Irina Ivanovna Maslennikov).
- "Breath of Exhausted Time" (1994).
- “Escenes de la vida real” per a soprano, flauta, trompa i piano (1995, text d'E. Ernst Yandl).
- “Paisatge després de la batalla” basat en els textos de les Elegies de Duino de Rainer Maria Rilke per a gran formació, baríton i cor masculí (1995).
- "...El vent de les paraules que no va tenir temps de dir" per a violoncel i orquestra (1996)
- “Al Teatre” per a tres grups vocals, orquestra i ballet (1998, text d'E. Yandl).
- “Quan el temps desborda els seus bancs”, òpera basada e una obra d'Anton Txékhov (1999).
- “Chevengur” per a soprano i conjunt de cambra (2001, text d'Andrey Platonova).
- “Will-o’-the-wisp” per a orquestra (2003).
- “The True Story of Cinderella”, un conte musical per a lectors, cor infantil, orquestra infantil (de qualsevol composició) i conjunt de cambra (2003, text de Roald Dahl).
- “Pèndol Foucault” per a orquestra de cambra (2004).